# Zaklad grajskih ječ (Pet prijateljev)
Zaklad grajskih ječ (angleško Five on Finniston Farm) je mladinski roman iz serije Pet prijateljev angleške pisateljice Enid Blyton, ki je prvič izšel leta 1960.

## Vsebina
Peterica Julian, Dick, Anne, George in pes Timmy so šli na počitnice na Finistonovo kmetijo, kjer sta jih že pričakala dvojčka Haryja, ki sta jih odpeljala tudi do svojih postelj. Punci bosta spali v sobi, fanta pa na skednju, ker je druga soba zasedena.Tam namreč bivata Američana, ki sta zelo nevljudna. Pri večerji se vsi zberejo, tudi gospod Philpot in dedek Finiston, potem pa gredo spat. Naslednje jutro se vsi zbudijo in pridejo k mizi, razen Američanov. Njima mora namreč gospa Philpot zajtrk nesti v posteljo. George je rekla, da bo ona s Timmyjem nesla zajtrk, ker je Junior nesramen do gospe Philpot. Ko George in Timmy opravita z vsem delom, George pove, kaj vse se je zgodilo, potem pa napneta še dvojčka ušesa ter se spoprijateljijo in ugotovijo, da je eden deklica po imenu Harriet. Anne in George sta se odločili, da gresta malo v mesto, ker gresta fanta in dvojčka popravljat kurnik. Tam gresta v starinarno, kjer izvesta o gradu, ki je stal le enem hribu in o možnih zakladih ter o kapelici, kjer je grofinja skrila otroke. Zmenita se, da bosta to povedali fantoma in dvojčkoma. Ko jim govorita, jim prisluškuje še Junior, a to tako, da ga ne bi opazili. Odloči se, da bo to povedal očku. Res mu pove. Ko je šla peterica na hrib raziskovati kje bi lahko bil grad, je Junior govoril očku in njegovemu prijatelju gospodu Durlestonu. Odločili so se, da gospodu Philpotu plačajo petsto funtov za dovoljenje in gospod je to sprejel. Ko začnejo kopati, oni odkrijejo rov, ki ga odkopljejo in zlezejo vanj ter si napolnijo žepe z zlatniki, jo ucvrejo nazaj skozi rov. Kjer je bila luknja vdrta, so se spomnili kapelice in odšli na drug konec rova, kjer jih rešita gospod Philpot in Bill. Vse to povejo gospe Philpot in ostalim ter jim pokažejo, kar so prinesli s seboj. Takrat pa pride noter gospod Heening, gospod Durleston in Junior, gospa Philpot pa jim vrne denar in jim reče, da jih ne rabi, ker so obogateli in jih zafrknili, ker so to hoteli kupiti.